# National Film Award/Beste Spezialeffekte
Die Gewinner des National Film Award der Kategorie Beste Spezialeffekte (Best Special Effects) waren:
| Jahr | Film             | Sprache   | Schöpfer der Spezialeffekte                        |
| ---- | ---------------- | --------- | -------------------------------------------------- |
| 1994 | Kadhalan         | Tamilisch | Venky                                              |
| 1995 | Kalapani         | Malayalam | Venky                                              |
| 1996 | Indian           | Tamilisch | Venky                                              |
| 1997 | Jeans            | Tamilisch | Venky                                              |
| 1999 | Hey Ram          | Tamilisch | Manthra                                            |
| 2000 | kein Preis       | -         | -                                                  |
| 2001 | Aalavandhan      | Tamilisch | Total Infotainment Ltd. India                      |
| 2002 | Magic Magic      | Tamilisch | M/s Indian Artists, Chennai                        |
| 2003 | Koi... Mil Gaya  | Hindi     | James Colmer Lara Denman Marc Kolbe Craig A. Mumma |
| 2004 | Anji             | Telugu    | Fire Fly Digital                                   |
| 2005 | Anniyan          | Tamilisch | Tata Elxsi, Mumbai                                 |
| 2006 | Krrish           | Hindi     | EFX, Chennai                                       |
| 2007 | Sivaji           | Tamilisch | M/s Indian Artists, Chennai                        |
| 2008 | Mumbai Meri Jaan | Hindi     | Tata Elxsi, Mumbai                                 |

Derzeit erhält der Schöpfer der Spezialeffekte des Gewinnerfilms einen Rajat Kamal und ein Preisgeld von 50.000 Rupien.